# Ультра Ґелексі файт: Призначене перехрестя
«Ультра Ґелексі файт: Призначене перехрестя» (яп. ウルトラギャラクシーファイト 運命の衝突, Уротора Ґяракуші Файто Унмеі но Шототсу, «Битва Ультра Галактики: Призначене перехрестя») — майбутній японський токусацу-мінісеріал про супергероїв та кайдзю, спродюсований Tsuburaya Productions та пряме продовження «Ультра Ґелексі файт: Абсолютна змова» та «Ультра Ґелексі файт», який базувався на низькобюджетному серіалі «Ультра файт». Серіал буде доступний для глядачів зі всього світу через YouTube, з англомовними субтитрами. Він представить нового Ультрамена, названого Реґ'юлоус.

## Сюжет
Відразу після закінчення «Абсолютної змови», Ультра Охоронці планують операцію порятунку Юлліан з Королівства.

## В ролях
| Актор          | Роль               |
| -------------- | ------------------ |
| Мамору Міяно   | Ультрамен Зеро     |
| Аріса Сонохара | Ультравумен Ґріґіо |
| Ватару Комада  | Ультрамен Рібут    |
| Хіроя Ішімару  | Ультрамен Таро     |
| Юма Учіда      | Ультрамен Тріґір   |
| Теруакі Оґава  | Абсолют Діаволо    |

## Виробництво
Після закінчення «Абсолютної змови», було оголошено про виробництво сиквелу. Сценарист Джунічіро Ашікі підтвердив свою участь в своєму Twitter-акаунті. Пізніше, під час онлайн-події, була оголошена назва, та запланована дата випуску у 2022 році.